# Самміт (округ, Юта)
Шаблон:StateAbbr_ 40°53′ пн. ш. 110°58′ зх. д. / 40.88° пн. ш. 110.97° зх. д.
Округ Самміт (англ. Summit County) — округ (графство) у штаті Юта, США. Ідентифікатор округу 49043.

## Історія
Округ утворений 1854 року.

## Демографія
За даними перепису 2000 року загальне населення округу становило 29736 осіб, зокрема міського населення було 14301, а сільського — 15435. Серед мешканців округу чоловіків було 15458, а жінок — 14278. В окрузі було 10332 домогосподарства, 7502 родин, які мешкали в 17489 будинках. Середній розмір родини становив 3,3.
Віковий розподіл населення поданий у таблиці:
| Стать    | До 15 років | 15-21 | 22-29 | 30-39 | 40-49 | 50-65 | 65-85 | Понад 85 |
| -------- | ----------- | ----- | ----- | ----- | ----- | ----- | ----- | -------- |
| Чоловіки | 3722        | 1673  | 1687  | 2480  | 2933  | 2240  | 687   | 36       |
| Жінки    | 3515        | 1349  | 1502  | 2441  | 2805  | 1943  | 647   | 76       |

## Суміжні округи
- Рич — північ
- Юїнта, Вайомінг — північний схід
- Світвотер, Вайомінг — північний схід
- Даггетт — схід
- Дюшен — південний схід
- Восач — південь
- Солт-Лейк — південний захід
- Морган — північний захід
- Солт-Лейк — захід